# Sverige ved sommer-OL 2020
Sverige deltagende under Sommer-OL 2020 i Tokyo som blev afviklet i perioden 23. juli til 8. august 2021.

## Medaljer
| 2020 Tokyo | Guld | Sølv | Bronze | Total |
| Sverige    | 3    | 6    | 0      | 9     |

### Medaljevinderne
| Medalje | Navn | Sport                        | Event                   | Dato      |
| ------- | --- | ---------------------------- | ----------------------- | --------- |
| Guld    | Daniel Ståhl | Atletik                      | Mændenes diskoskast     | 31. juli  |
| Guld    | Armand Duplantis | Atletik                      | Mændenes stangspring    | 3. august |
| Sølv    | Simon Pettersson | Atletik                      | Mændenes diskoskast     | 31. juli  |
| Sølv    | Sarah Sjöström | Svømning                     | Kvindernes 50 meter fri | 1. august |
| Sølv    | Josefin Olsson | Sejlsport                    | Kvindernes laser radial | 1. august |
| Sølv    | Peder Fredricson | Hestesport                   | Spring individuelt      | 4. august |
| Sølv    | Sveriges kvindefodboldlandshold Hedvig Lindahl, Jonna Andersson, Emma Kullberg, Hanna Glas, Hanna Bennison, Magdalena Eriksson, Madelen Janogy, Lina Hurtig, Kosovare Asllani, Sofia Jakobsson, Stina Blackstenius, Jennifer Falk, Amanda Ilestedt, Nathalie Björn, Olivia Schough, Filippa Angeldal, Caroline Seger, Fridolina Rolfö, Anna Anvegård, Julia Roddar, Rebecka Blomqvist, Zećira Mušović | Fodbold under sommer-OL 2020 | kvindernes turnering    | 6. august |

| Sport     | 1 | 2 | 3 | Total |
| Atletik   | 1 | 1 | 0 | 2     |
| Sejlsport | 0 | 1 | 0 | 1     |
| Svømning  | 0 | 1 | 0 | 1     |
| Total     | 1 | 3 | 0 | 4     |

| Medaljer efter dato | Medaljer efter dato | Medaljer efter dato | Medaljer efter dato | Medaljer efter dato | Medaljer efter dato |
| ------------------- | ------------------- | ------------------- | ------------------- | ------------------- | ------------------- |
| Dato                | 1                   | 2                   | 3                   | Total               |                     |
| 31. juli            | 1                   | 1                   | 0                   | 2                   |                     |
| 1. august           | 0                   | 2                   | 0                   | 2                   |                     |
| Total               | 1                   | 3                   | 0                   | 4                   |                     |